# Jesús Faría Tortosa
Jesús Germán Faría Tortosa (Caracas, 12 de abril de 1964) es un economista y político venezolano. Actualmente es diputado a la Asamblea Nacional de Venezuela. Fue además miembro de la Asamblea Nacional Constituyente de Venezuela de 2017.
Faría es uno de los principales dirigentes del PSUV, es hijo de Jesús Faría líder histórico del Partido Comunista de Venezuela, quien fuera además senador y diputado del extinto Congreso Nacional. Se ha desempeñado como profesor de Economía política en la Universidad Central de Venezuela y la Universidad Bolivariana de Venezuela, es economista, politólogo e internacionalista, fue Viceministro de Seguridad Social del 2008 al 2009, diputado a la Asamblea Nacional de Venezuela durante el periodo 2011-2016, y ministro de Comercio Exterior e Inversión Internacional de Venezuela.

## Biografía
Nació el 12 de abril de 1964 en la Parroquia el Valle,  en la ciudad de Caracas, Distrito Federal, hijo de Jesús Faría histórico líder del Partido Comunista de Venezuela y de Elizabeth Tortosa, también miembro del PCV y reconocida dirigente feminista venezolana, su abuelo materno Germán Tortosa, fue fundador y dirigente del PCV.
Fue militante de la Juventud Comunista de Venezuela (JCV) organización a la cual empezó a formar parte a los 16 años en 1982, posteriormente pasaría a ejercer la militancia plena en el Partido Comunista de Venezuela (PCV), llegando a pertenecer al Comité Central de dicho partido hasta el año 2007, cuando tomó la decisión de unirse al llamado del entonces presidente Hugo Chávez, para fundar el Partido Socialista Unido de Venezuela.
En 1987 se graduó de economista en la Friedrich-Wilhelms-Universität de Berlín, hoy en día Universidad Humboldt de Berlín, tiene estudios de Posgrado en Economía Internacional, en Relaciones Internacionales y en Ciencias Políticas en la UCV, también es graduado en Relaciones Internacionales y Ciencias Políticas en la Universidad de Constanza en Baden-Wurtemberg, Alemania.
Fue elegido delegado al Congreso Fundacional por las bases del PSUV en 2007, y además fue elegido y ratificado como miembro de su Dirección Nacional, de la cual aún forma parte.
En agosto de 2008 fue designado Viceministro de Seguridad Social por el entonces ministro del Trabajo y Seguridad Social Roberto Hernández Wohnsiedler, quien había sido compañero de Faría en el Partido Comunista de Venezuela, esto fue durante la presidencia de Hugo Chávez, posteriormente el 8 de agosto fue nombrado Ministro encargado del Ministerio del trabajo durante 10 días.
En el 2010 fue elegido por las bases como Delegado al Congreso Ideológico del PSUV, con la más alta votación en el Distrito Capital donde fue designado para formar parte de la Escuela Nacional de Cuadros del PSUV.
El 2 de mayo de 2010, durante las primarias del PSUV fue elegido por las bases como candidato a la Asamblea Nacional, resultó ganador por el circuito 4, con 12.837 votos para representar al PSUV en las elecciones parlamentarias del 2010.
Jesús Faría resultó elegido como diputado principal en las elecciones parlamentarias del 2010, respaldado por el Gran Polo Patriótico. Fue elegido con 80.359 votos (51,50 %) por el circuito 4 del  Distrito Capital, para el periodo que inició el 5 de enero de 2011 y culminó el 5 de enero de 2016, Faría durante su periodo como diputado, formó parte y fue elegido como Vicepresidente de la Comisión de Finanzas y Desarrollo Económico. El 14 de febrero de 2013 fue designado Coordinador de Formación Ideológica del PSUV, escogido por la dirección Nacional de ese partido, sustituyendo a Héctor Navarro en ese cargo.
El 6 de enero de 2016, fue designado como Ministro de Comercio Exterior e Inversión Internacional de Venezuela por parte del presidente Nicolás Maduro, ministerio creado el día anterior para abordar todo lo referente a importaciones, exportaciones y convenios económicos internacionales. El 30 de julio de 2017 es electo constituyente a la Asamblea Nacional Constituyente.[cita requerida]